# Dvor
Dvor je izraz koji označava domaćinstvo, tj. obitelj, sluge i članove svite nekog monarha ili plemića. Kroz povijest se na dvorovima razvila složena hijerarhija među članovima, odnosno protokol, a dvorovi su služili kao središte državne uprave. Dvorovi su obično imali sjedišta u zgradama koje su se veličinom, raskoši ili na neki drugi način razlikovali od ostalih, običnih zgrada, pa takve zgrade predstavljaju sinonim s izrazom dvor (v. dvorac). 

## Vanjske poveznice
- LZMK / Hrvatska enciklopedija: dvor
- LZMK / Proleksis enciklopedija: dvor